# Mount Axworthy
Mount Axworthy är ett berg i Antarktis. Det ligger i Västantarktis. Argentina, Chile och Storbritannien gör anspråk på området. Toppen på Mount Axworthy är 1 511 meter över havet, eller 12 meter över den omgivande terrängen. Bredden vid basen är 2,3 km.
Terrängen runt Mount Axworthy är huvudsakligen kuperad, men norrut är den platt. Trakten är obefolkad. Det finns inga samhällen i närheten.